# Enea signicosta
Enea signicosta är en fjärilsart som beskrevs av Walker 1864. Enea signicosta ingår i släktet Enea och familjen nattflyn. Inga underarter finns listade i Catalogue of Life.